# Принцесата
„Принцесата“ (на английски: The Princess) е американски периодичен екшън трилър от 2022 г. на режисьора Ле-Ван Киет, с участието на Джой Кинг, Доминик Купър, Олга Куриленко и Нго Тан Ван. Филмът е пуснат в „Хулу“ на 1 юли 2022 г.